# Головко, Андрей Сидорович
Андрей Сидорович Головко (1903—1981) — советский военачальник, генерал-майор (3 мая 1942 года).

## Биография
Родился 11 августа 1903 года в селе Сурско-Литовское Екатеринославской губернии Российской империи.
В Красной армии с декабря 1923 года. Вступил добровольно и был зачислен курсантом в школу младшего комсостава 30-й стрелковой дивизии УВО в Екатеринославе. По её окончании, с июня 1924 года, командовал отделением в 90-м Уральском стрелковом полку. После окончания в 1927 году Киевской пехотной школы РККА, служил в 25-м Молдавском погранотряде войск ОГПУ командиром взвода манёвренной группы, позже — командиром роты учебного батальона и начальником заставы. В августе 1930 года был переведён в Центральную школу ОГПУ, где исполнял должности курсового командира и помощника командира роты и дивизиона. С апреля 1933 года — слушатель Военной академии РККА им. М. В. Фрунзе. После её окончания, в ноябре 1936 года, был назначен начальником штаба 1-го мотострелкового полка Отдельной мотострелковой дивизии особого назначения войск НКВД им. Ф. Э. Дзержинского; с марта 1938 года командовал этим полком. С октября 1939 года командовал 5-м Донским мотострелковым полком войск НКВД.

### Великая Отечественная война
С началом Великой Отечественной войны полковник А. С. Головко был назначен командиром 22-й мотострелковой дивизии оперативных войск НКВД и воевал на Северо-Западном фронте (26 июня 1941). С 14 июля этого же года исполнял должность начальника Управления войск НКВД по охране тыла Северо-Западного фронта. 1 ноября 1942 года, в звании генерал-майора, был назначен командиром Уральской стрелковой дивизии НКВД, формировавшейся в составе Отдельной армии НКВД в Уральском военном округе города Ревда Свердловской области. В начале 1943 года дивизия была переименована в 175-ю Уральскую стрелковую дивизию. В период с 18 марта по май 1943 года Головко командовал Отдельной мотострелковой дивизией особого назначения. 30 ноября 1943 года А. С. Головко был назначен начальником Управления внутренних войск НКВД Северо-Кавказского военного округа, с декабря 1944 года был начальником Управления внутренних войск НКВД Прибалтийского военного округа. Входил в штаб по борьбе с «Лесными братьями» на территории Литовской ССР.

### После войны
После окончания войны, с ноября 1946 года, Андрей Сидорович Головко продолжал службу начальником отдела боевой подготовки Главного управления внутренних войск МВД СССР. С марта 1950 года исполнял должность начальника оперативного отдела Главного управления внутренних войск МГБ СССР, с апреля 1953 года — начальника 1-го отдела Главного управления внутренней охраны МГБ СССР.
27 апреля 1954 года был уволен в запас. Проживал в Москве, умер в 1981 году. Жена — Зинаида Акимовна.

## Награды
- Награждён орденом Ленина, тремя орденами Красного Знамени, орденами Суворова 2-й степени, Кутузова 2-й степени, Отечественной войны 2-й степени и медалями.

## Источник
- Великая Отечественная. Комдивы : военный биографический словарь / [Д. А. Цапаев и др. ; под общ. ред. В. П. Горемыкина] ; М-во обороны Российской Федерации, Гл. упр. кадров, Гл. упр. по работе с личным составом, Ин-т военной истории Военной акад. Генерального штаба, Центральный архив. — М. : Кучково поле, 2014. — Т. III. Командиры стрелковых, горнострелковых дивизий, крымских, полярных, петрозаводских дивизий, дивизий ребольского направления, истребительных дивизий (Абакумов — Зюванов). — С. 630—631. — 1102 с. — 1000 экз. — ISBN 978-5-9950-0382-3.